# Blackburn B-20
Le Blackburn B-20 est un aéronef expérimental qui réalisa son premier vol en 1940 et fut conçu dans le but d'augmenter drastiquement la performance des modèles d'hydravions à coque. En se basant sur un brevet déposé par le concepteur en chef John Douglas Rennie, Blackburn Aircraft a mené une étude de design indépendante de flotteur rétractable formant une coque planante.

## Conception et développement
Le B-20 tâchait de combiner les principaux avantages des hydravions à coque et des hydravions à flotteurs. À flot, le B-20 se comportait essentiellement comme un hydravion à flotteurs, avec un grand flotteur sous le fuselage pour la flottabilité et deux petits flotteurs près des saumons d'ailes pour la stabilité. En vol, le flotteur principal se rétracte jusqu'à faire partie intégrante du fuselage, en s'y emboîtant de façon à le caréner. Les petits flotteurs, eux, se replient dans le prolongement des ailes vers l'extérieur (à peu près de la même façon que ceux du modèle d'hydravion à coque américain Consolidated PBY Catalina) pour faire office de saumons d'ailes. Avec cette configuration, non seulement l'aile prend une incidence correcte aussi bien lors du décollage que lors du vol, mais la trainée en vol est aussi fortement réduite par rapport à celle des autres hydravions à coque, qui ont une coque plus profonde.
Blackburn Aircraft, ainsi que Supermarine, Shorts et Saunders-Roe, ont soumis leurs propositions de modèles en réponse à la Specification (une sorte d'appel d'offre sous forme de cahier des charges issue d'une Operational Requirement) R1/36 du Ministère de l'Air britannique (Air Ministry). Supermarine avait initialement été sélectionnée, mais ne pouvait pas démarrer le projet assez tôt en raison de son travail en cours sur le Spitfire ; ce fut donc Saunders Roe qui remporta l'appel d'offre avec son modèle A.36 Lerwick. Le ministère fut toutefois suffisamment intéressé par le projet de Blackburn Aircraft pour autoriser et engager la construction d'un prototype du B-20 (numéro de série V8914) pour éprouver le concept.

## Mise à l'épreuve
Le prototype, construit à Dumbarton, décolla pour la première fois le 26 mars 1940. Le 7 avril, lors d'un vol d'essai, l'avion fut soumis à des secousses extrêmes en raison du flottement d'un aileron et l'équipage dut sauter de l'appareil. Trois furent perdus en mer et les deux autres recueillis par le HMS Transylvania, un navire marchand reconverti. Le développement du B-20 s'est arrêté à ce moment, car les ressources de Blackburn Aircraft étaient consacrées à l'effort de guerre. Le ministère a estimé que le concept avait été éprouvé et que l'accident n'était pas dû à la conception du flotteur principal.
L'épave de l'aéronef existe encore, mais elle demeure intouchée car elle constitue une sépulture de guerre. En 1998, un des moteurs fut néanmoins récupéré car il fut pris dans les filets d'un bateau de pêche et traîné loin de l'épave, dans des eaux moins profondes. Il est actuellement exposé au Dumfries and Galloway Aviation Museum.

## B-40
Le modèle B-40 est une version améliorée du B-20 et équipée de moteurs Bristol Centaurus. Il répond au besoin d'un hydravion à coque de petite taille pour tout usage et la Specification R.13/40 fut produite pour lui,. Deux prototypes furent commandés en septembre 1941, mais la situation a dû être reconsidérée en décembre : l'amélioration de son autonomie par rapport à celle du Sunderland III était insuffisante, sa performance de vol avec un seul moteur était inacceptable, et les avions patrouilleurs terrestres étaient capables de couvrir des zones plus étendues. De plus, il avait peu de valeur en tant que modèle expérimental, vu que le principe avait déjà été éprouvé sur le B-20 et qu'il n'y aurait pas d'amélioration significative de la trainée pour un aéronef de la taille du B-40. Le projet fut alors abandonné, faute de pouvoir répondre aux besoins d'une Operational Requirement.

## Caractéristiques (B-20, selon les plans)
Données tirées de Jane's Fighting Aircraft of World War II
Caractéristiques générales
- Équipage : 6
- Longueur : 69 ft 8 in (21,23 m)
- Envergure : 82 ft 0 in (24,99 m) flotteurs repliés
- Hauteur : 25 ft 2 in (7,67 m) coque déployée
- Surface alaire : 1 066 ft2 (99,0 m2)
- Masse maximale au décollage : 35 000 lb (15 876 kg)
- Moteurs : 2 moteurs à pistons 24 cylindres en X à refroidissement liquide Rolls-Royce Vulture, chacun de puissance 1 720 hp (1 280 kW)
- Hélices : hélices Rotol 3 pales à pas variable et à calage en drapeau

Performances
- Vitesse maximale : 306 mph (492 km.h-1, 266 kn) à une altitude de 15 000 ft (4 572 m)
- Rayon d'action : 1 500 mi (2 400 km, 1 300 nmi)

Armement
- Armes à feu : aménagements pour deux tourelles et autres postes défensifs
- Bombes : nacelles situées dans la partie centrale